# Palais d'Orléans
Pour les articles homonymes, voir palais d'Orléans (Palerme).
Le palais d'Orléans, dit ancien palais d'Orléans, est un bâtiment situé au 198 avenue du Maine dans le 14e arrondissement de Paris, en France. Cette propriété privée, fut le siège central de la Confédération générale du travail - Force ouvrière de 1948 à 1996.

## Histoire
Le site occupe l’emplacement d’un ancien marché aux moutons appelé « parquet aux moutons » sur le plan établi par Émile de La Bédollière, en 1860.
Construit entre la fin du XIXe siècle et le début XXe siècle, le bâtiment a une façade inspirée de la Renaissance italienne. Le PLU indique la construction en 1875 par l’architecte Henri-Joseph Lacarnoy et le classe au titre de « bâtiment protégé ».
Initialement vaste établissement pour noces et banquets agrémenté d'un jardin, ce lieu de fêtes et de loisirs dit Palais d'Orléans englobait également un cinéma en 1910. Il abrita notamment le mémorable banquet en l'honneur de Guillaume Apollinaire organisé, le 31 décembre 1916, par les amis et admirateurs du poète blessé à la guerre : Juan Gris, Picasso, Paul Dermée, Max Jacob, Pierre Reverdy et Blaise Cendrars et auquel participèrent parmi une centaine d'autres écrivains et artistes de la jeune génération, Raoul Dufy, Paul Poiret et Jean Cocteau. Leurs signatures autographes figurent sur l'un des feuillets signés par les convives du banquet.
En 1929, Madeleine Daniélou, fondatrice de plusieurs établissements d'enseignement réservés aux jeunes filles, utilise le bâtiment pour créer le Collège Sainte-Marie du Maine, prévu pour 800 à 1000 élèves qui existera jusqu'en 1939.
Dès 1948, la confédération syndicale créé en 1947 sous le nom de Confédération générale du travail - Force ouvrière (CGT-FO) et dont le secrétaire général est alors Léon Jouhaux, établit son siège dans l'ancien Palais d'Orléans de l'avenue du Maine. Celui-ci aura par conséquent une importance dans l'histoire du syndicalisme français jusqu'en 1996, date du déménagement de FO dans son nouveau siège, construit au 141 de l'Avenue du Maine, à l'angle du passage Tenaille.
À partir de 1991, le bâtiment est partiellement inscrit (salle des fêtes et décor intérieur) au titre des Monuments historiques, mais cette inscription est cependant annulée par jugement du tribunal administratif de Paris du 10 juin 1993.
Il a été transformé en immeuble de logements en 1995, et est actuellement géré sous forme de copropriété.